# Yang Hu (sjö i Kina)
Yang Hu (kinesiska: 羊湖) är en sjö i Kina. Den ligger i den autonoma regionen Tibet, i den sydvästra delen av landet, omkring 880 kilometer nordväst om regionhuvudstaden Lhasa. Yang Hu ligger 4 778 meter över havet. Arean är 60 kvadratkilometer. Trakten runt Yang Hu är ofruktbar med lite eller ingen växtlighet. Den sträcker sig 7,6 kilometer i nord-sydlig riktning, och 12,1 kilometer i öst-västlig riktning.
Genomsnittlig årsnederbörd är 390 millimeter. Den regnigaste månaden är juli, med i genomsnitt 147 mm nederbörd, och den torraste är november, med 2 mm nederbörd.